# Sima

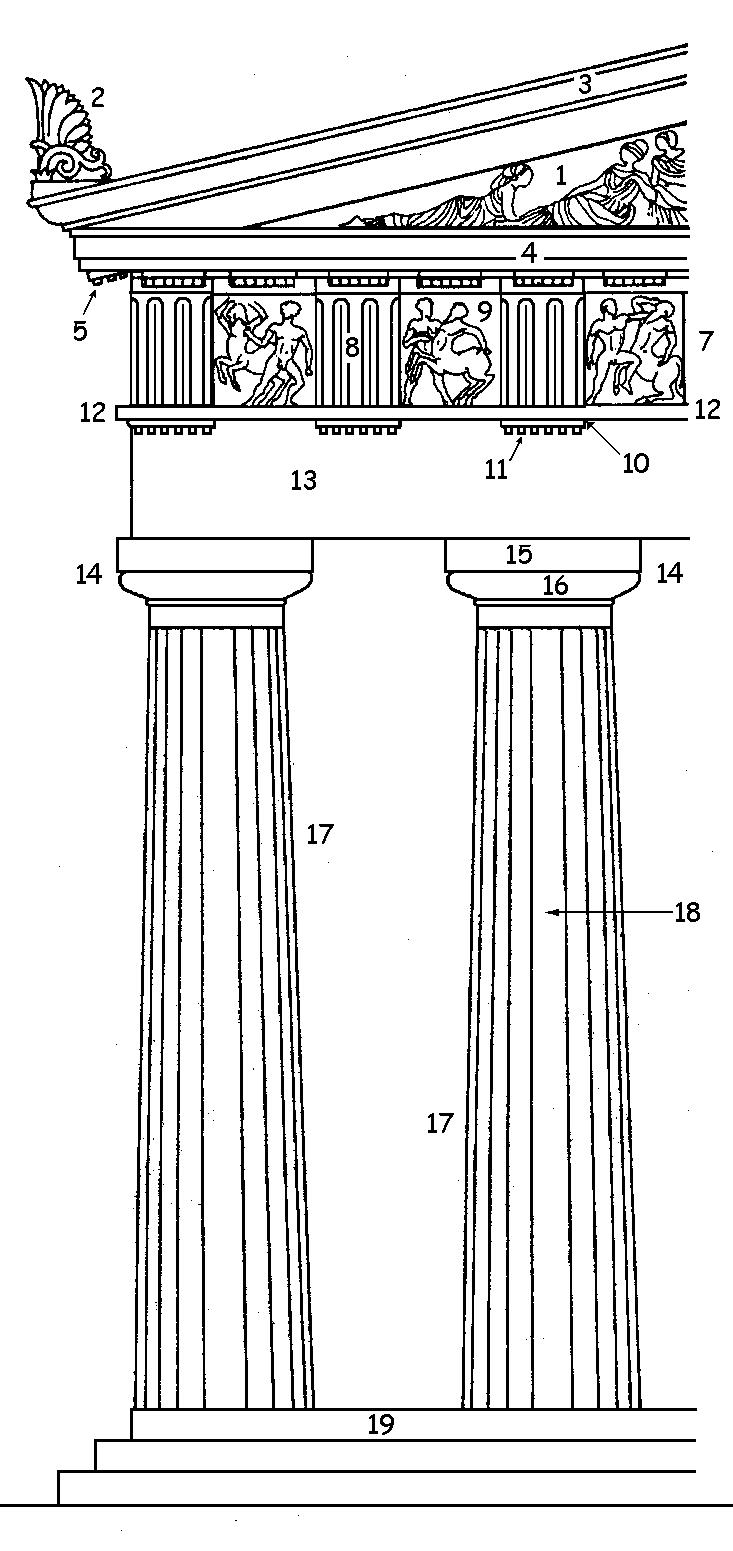
(3) Giebelsima an der Giebelschräge

Die Sima (von altgriechisch σιμός simós, deutsch ‚nach oben gebogen‘) ist ein aus gebranntem Ton oder Marmor bestehender Dachrand in der griechischen und römischen Architektur. Sie sitzt oberhalb des Geison. Oft S-förmig geschwungen, konnte sie doch sehr unterschiedlich profiliert sein. Je nach benutztem Material trägt sie kunstvollen Dekor in Form von Bemalung oder Relief: Rankenmotive, Anthemien und geometrische Ornamente mit Mäander, laufendem Hund oder Flechtband, die besonders in archaischer Zeit verbreitet waren. Die Sima des archaischen Artemistempels von Ephesos trug einen Kriegerfries mit Pferden und Wagen. Vor allem in klassischer Zeit und im Hellenismus waren Rankenmotive beliebt.
Die Giebelsima, das heißt die Sima an den Giebelseiten, besteht aus einem hochgebogenen, geschlossenen Rand, um ein seitliches Herabfallen des Regenwassers zu verhindern. An der Traufsima wird hingegen das Regenwasser vom Dach abgeleitet. Während das Wasser anfangs oft am Traufrand in voller Breite herabfiel, wurde es seit dem 6. Jahrhundert in der Regel in einer Rinne gefasst und über gleichmäßig verteilte Wasserspeier abgeführt. Zunächst in Form einfacher Röhren gestaltet, haben diese seit dem 5. Jahrhundert v. Chr. in der Regel die Form von Löwenköpfen. Die Wasserspeier standen meist in vertikalem Bezug zu anderen Bauteilen, konnten also zum Beispiel mit den Voluten der ionischen Kapitelle korrespondieren.